# CFO 405–408
Die Lokomotiven 405–408 der Orientbahn (CFO) waren laufachslose B-gekuppelte Tenderlokomotiven, welche 1874 von Krauss an die CFO geliefert wurden.
Die Nr. 407 gelangte bei der Verstaatlichung der CFO 1936 noch als 22.51 zur Türkiye Cumhuriyeti Devlet Demiryolları (TCDD). Heute steht sie als Denkmallokomotive vor dem Bahnhof Istanbul Sirkeci.